# Rommel Murillo
Rommel Enrique Murillo (San Pedro Sula, 5 novembre 1983) è un calciatore honduregno, difensore del Marathón.